# Trochilinae
Trochilinae là một trong sáu phân họ thuộc họ Chim ruồi (Trochilidae). Phân họ này được chia làm ba tông: Lampornithini gồm 18 loài, Mellisugini gồm 37 loài và Trochilini gồm 115 loài.